# CO Modèle de Lomé
Circle Olympique Modèle Lomé w skrócie CO Modèle de Lomé – togijski klub piłkarski grający niegdyś togijskiej pierwszej lidze, mający siedzibę w mieście Lomé.

## Sukcesy
- I liga[1]:
  - mistrzostwo (5): 1959, 1966, 1969, 1972, 1973.

## Występy w afrykańskich pucharach
| Sezon | Rozgrywki       | Runda       | Kraj                     | Klub          | Dom | Wyjazd | Dwumecz |
| ----- | --------------- | ----------- | ------------------------ | ------------- | --- | ------ | ------- |
| 1967  | Puchar Mistrzów | 1           | Wybrzeże Kości Słoniowej | ASEC Mimosas  | 0–0 | 1–2    | 1–2     |
| 1970  | Puchar Mistrzów | 1           | Kamerun                  | Union Duala   | 0–0 | 1–1    | 1–1     |
| 1970  | Puchar Mistrzów | ćwiercfinał | Zair                     | TP Englebert  | 0–0 | 1–3    | 1–3     |
| 1973  | Puchar Mistrzów | 1           | Senegal                  | ASFA Dakar    | 4–2 | 2–2    | 6–4     |
| 1973  | Puchar Mistrzów | 2           | Mali                     | Stade Malien  | 0–0 | 1–2    | 1–2     |
| 1974  | Puchar Mistrzów | 1           | Benin                    | AS Porto Novo | 3–0 | 0–1    | 3–1     |
| 1974  | Puchar Mistrzów | 2           | Mali                     | ASEC Mimosas  | –   | 0–3    | 0–3     |

## Stadion
Domowe mecze klub rozgrywa na stadionie o nazwie Stade Agoè-Nyivé w Lomé. Stadion może pomieścić 5000 widzów.

## Reprezentanci kraju grający w klubie od 1992 roku
Stan na lipiec 2023.
| - Ismaila Atté-Oudéyi - Yao Aziawonou - Ousséni Labo - Souleymane Mamam | - Daré Nibombé - Moustapha Salifou - Tadjou Salou |